# 경의
경의(慶儀, ？ ~ 1395년)는 고려 말 조선 초의 문신이다. 본관은 청주(淸州). 아버지는 시중 경복흥(慶復興)이다.

## 생애
시중 경복흥(慶復興)의 아들이다. 천성이 검소하고 곧아서 꾸밈이 없었다.
1377년(우왕 3) 4월 밀직부사로서 서경도순문사 겸 서북면부원수(西京都巡問使兼西北面副元帥)가 되었다.
1388년 4월 좌군도통사(左軍都統使) 조민수(曺敏修) 휘하에서 계림원수(鷄林元帥)로서 요동정벌에 출정하였다.
이성계(李成桂)의 위화도 회군 뒤 1390년(공양왕 2) 4월 전(前) 원주등처병마절제사(原州等處兵馬節制使)로서 무진회군공신(戊辰回軍功臣)에 녹훈되었다.
1392년(태조 1) 6월 문하평리(門下評理)로서 남경(南京)에 가서 성절(聖節)을 축하하였다.
1393년 7월 참찬문하부사(參贊門下府事)로서 회군2등공신(回軍二等功臣)에 녹훈되었다.
외직으로 나아가 서북면병마도절제사(西北面兵馬都節制使)로 평양윤(平壤尹)을 겸하였다. 시호는 순절(順節)이다.
아들은 경습(慶習)이다.